# Češka na Pjesmi Eurovizije
Češka se na Eurosongu prvi puta pojavila na Eurosongu 2007.  

## Predstavnici
| Godina | Pjevač                            | Pjesma             | Finale                 | Bodovi                 | Polufinale             | Bodovi                 |
| ------ | --------------------------------- | ------------------ | ---------------------- | ---------------------- | ---------------------- | ---------------------- |
| 2007.  | Kabat                             | Mala dama          | X                      | X                      | 28.                    | 1                      |
| 2008.  | Tereza Kerndlova                  | Have some fun      | X                      | X                      | 18.                    | 9                      |
| 2009.  | Gipsy.cz                          | Aven romale        | X                      | X                      | 18.                    | 0                      |
| 2015.  | Marta Jandova i Vaclav Noid Barta | Hope Never Dies    | X                      | X                      | 13.                    | 33                     |
| 2016.  | Gabrijela Gunčikova               | I Stand            | 25.                    | 41                     | 9.                     | 161                    |
| 2017.  | Martina Barta                     | My Turn            | X                      | X                      | 13.                    | 83                     |
| 2018.  | Mikolas Josef                     | Lie To Me          | 6.                     | 281                    | 3.                     | 232                    |
| 2019.  | Lake Malawi                       | Friend of a Friend | 11.                    | 157                    | 2.                     | 242                    |
| 2020.  | Benny Cristo                      | Kemama             | Natjecanje je otkazano | Natjecanje je otkazano | Natjecanje je otkazano | Natjecanje je otkazano |
| 2021.  | Benny Cristo                      | Omaga              | X                      | X                      | 15.                    | 23                     |
| 2022.  | We Are Domi                       | Lights Off         | 22.                    | 36                     | 227                    | 4.                     |
| 2023.  | Vesna                             | My Sister's Crown  | 10.                    | 129                    | 4.                     | 110                    |
| 2024.  | Aiko                              | Pedastal           | X                      | X                      | 11.                    | 38                     |
| 2025.  | Adonxs                            | Kiss Kiss Goodbye  | X                      | X                      | 12.                    | 29                     |